# Ctenomys johannis
Туко-туко сан-хуанський (Ctenomys johannis) — вид гризунів родини тукотукових, відомий по одній популяції на висоті 600 м над рівнем моря у південній частині провінції Сан-Хуан, Аргентина. 